# Myoxocephalus ochotensis
Myoxocephalus ochotensis — вид скорпеноподібних риб родини Бабцеві (Cottidae). Вид мешкає на мілині в Охотському морі та прилеглих районах Тихого океану.